# C'est dur d'être un homme : L'Institutrice
Série C'est dur d'être un homme
C'est dur d'être un homme : Le Cœur sur la main
(1985) C'est dur d'être un homme : L'Oiseau bleu du bonheur
(1986)
Pour plus de détails, voir Fiche technique et Distribution.
C'est dur d'être un homme : L'Institutrice (男はつらいよ 柴又より愛をこめて, Otoko wa tsurai yo: Shibamata yori ai o komete) est un film japonais réalisé par Yōji Yamada et sorti en 1985. C'est le 36e film de la série C'est dur d'être un homme.

## Fiche technique
- Titre : C'est dur d'être un homme : L'Institutrice[1]
- Titre original : 男はつらいよ 柴又より愛をこめて (Otoko wa tsurai yo: Shibamata yori ai o komete?)
- Réalisation : Yōji Yamada
- Scénario : Yōji Yamada et Yoshitaka Asama
- Photographie : Tetsuo Takaha (ja)
- Montage : Iwao Ishii (ja)
- Musique : Naozumi Yamamoto
- Décors : Mitsuo Degawa
- Son : Isao Suzuki (ja) et Ryūji Matsumoto (ja)
- Producteur : Kiyoshi Shimazu et Shigehiro Nakagawa
- Société de production : Shōchiku
- Pays de production :  Japon
- Langue originale : japonais
- Format : couleur — 2,35:1 — 35 mm — son mono
- Genres : comédie dramatique ; romance
- Durée : 105 minutes[2] (métrage : sept bobines - 2 882 m[2])
- Dates de sortie :
  - Japon : 28 décembre 1985[2]

## Distribution
- Kiyoshi Atsumi : Torajirō Kuruma / Tora-san
- Chieko Baishō : Sakura Suwa, sa demi-sœur
- Masami Shimojō (ja) : Ryūzō Kuruma, son oncle
- Chieko Misaki (ja) : Tsune Kuruma, sa tante
- Gin Maeda (en) : Hiroshi Suwa, le mari de Sakura
- Hidetaka Yoshioka : Mitsuo Suwa, le fils de Sakura et de Hiroshi
- Komaki Kurihara : Machiko
- Takuzo Kawatani (ja) : Fumito Sakai
- Ryūzō Tanaka (ja) : Shigeru
- Takerō Morimoto (ja) : le présentateur de l'émission télévisée
- Takashi Sasano (ja) : Chohachi, l'ami de Tora-san à Shimoda
- Hisao Dazai (ja) : Umetarō Katsura, le voisin imprimeur
- Jun Miho : Akemi, la fille d'Umetarō Katsura
- Gajirō Satō (ja) : Genko
- Chishū Ryū : Gozen-sama, le grand prêtre

## Distinctions
Le film est nommé dans six catégories aux Japan Academy Prize de 1987 sans remporter de récompense : prix du meilleur réalisateur pour Yōji Yamada, du meilleur acteur pour Kiyoshi Atsumi, de la meilleure actrice dans un second rôle pour Jun Miho, des meilleurs décors pour Mitsuo Degawa, de la meilleure musique pour Naozumi Yamamoto et du meilleur son pour Isao Suzuki (ja) et Ryūji Matsumoto (ja).